# B17, la forteresse volante
Pour les articles homonymes, voir B17.
Pour plus de détails, voir Fiche technique et Distribution.
B17, la forteresse volante est un film de guerre produit par Bug Hall, Donnie Jeffcoat, Sean McGowan et Joseph Williamson, réalisé par Michael R. Phillips et sorti en 2011. C'est l'histoire de l'équipage du bombardier américain B-17 Flying Fortress Lucky Lass (« Minette heureuse ») pendant la campagne de bombardement de l'Italie à partir de l'Afrique du Nord pendant la Seconde Guerre mondiale.

## Synopsis
L'action commence le 5 juillet 1943 au-dessus de Gerbini en Sicile dans un vol de bombardiers B-17 partis de Tunisie. Ce vol a vraiment eu lieu . À proximité de l'objectif, les bombardiers sont attaqués par des chasseurs allemands. Après avoir bombardé leur objectif, ils font demi-tour. Le Lucky Lass doit arrêter le moteur 3 en feu. De ce fait, il est distancé par le gros des avions et se retrouve isolé. Il est de nouveau attaqué par des chasseurs. Plusieurs membres d'équipage sont blessés et le pilote est tué, mais l'avion réussit à rentrer.
L'action se poursuit le 11 juillet 1943 sur la base de Navarin en Algérie. Le B-17 nécessite plusieurs jours pour être réparé. Arrivent en remplacement des aviateurs tués : le copilote Michael Schmidt et les mitrailleurs Tom et Oliver. L'équipage est au repos dans un camp de toile où ils ont installé un alambic de contrebande. L'équipage est d'origine irlandaise et fait une fête arrosée avec les infirmières voisines. Du fait de sa réserve, Michael Schmidt, le nouveau copilote ne s'intègre pas dans l'équipage qui fait la fête et boit sec.
Le 12 juillet a lieu une nouvelle mission de bombardement pour une douzaine de B-17 sur une gare de triage près de Catane. Après un passage dans les nuages, le B-17 se retrouve seul. Il manque d'être abattu, mais il est secouru par des chasseurs venus de Malte. L'erreur de pilotage vient de Michael qui n'a pas su voler aux instruments et dont la réputation se dégrade encore..
Une tempête de sable recouvre la base. Lors de la mission suivante, l'équipage doit arrêter provisoirement trois des quatre moteurs à la suite d'une avarie due à cette tempête de sable. L'avion manque de s'écraser et fait demi-tour. Le copilote commence à être jugé comme porte poisse. Mais une proportion importante des bombardiers qui sont allés au bout de la mission ne rentre pas car elle s'est révélée beaucoup plus dure que prévu.
Une nouvelle mission est organisée contre l'aérodrome qui a hébergé les chasseurs allemands. Les équipages sont mélangés entre les divers avions disponibles. Michael Schmidt ne fait pas partie de cette nouvelle mission. Le mécanicien au sol Chiaparelli ne trouvant pas l'origine de l'avarie du B-17 originel de l'équipage, Michael Schmidt va l'aider et réussit à trouver le sable à l'origine de l'avarie.
Le sergent O'hara qui a volé des bouteilles d'alcool et provoqué un incendie est sauvé par Michael Schmidt qui affirme (faussement) avoir demandé les bouteilles d'alcool pour nettoyer les moteurs en l'absence d'acétone.
Le 19 juillet 1943 a lieu une mission sur Rome. Après avoir largué ses bombes le B-17 est gêné par un avion en perdition. Il est amené à faire un looping puis part en vrille. Le pilote ne reprend le contrôle qu'au dernier moment et l'avion survole la ville en rase-motte. Deux des moteurs sont touchés et doivent être arrêtés, puis un troisième.
L'équipage saute, mais le pilote est trop grièvement blessé. Il oblige Michael à sauter et reste à bord de l'avion qui s'écrase. Michael Schmidt devient pilote et accueille son nouveau copilote qui ressemble beaucoup à ce qu'il était à son arrivée.

## Critique
Le film est un mélange d'images réelles et d'images de synthèse, notamment pour les vols en escadrille. Pour les scènes de décollages et d'atterrissages, la transition est facilitée par le fait que la base est située dans un désert sans piste. Les tentes du camp bien alignées sont aussi visiblement des images de synthèse.
L'intensité des bombardements et des combats est semblable à celle dans les séquences réalisées pendant les raids sur l'Allemagne. Elle était probablement bien moindre pendant les raids sur l'Italie.
Les chasseurs d'escorte venus de Malte sont censés être des Spitfire britanniques, mais sont en fait des Curtiss P-40 Warhawk américains

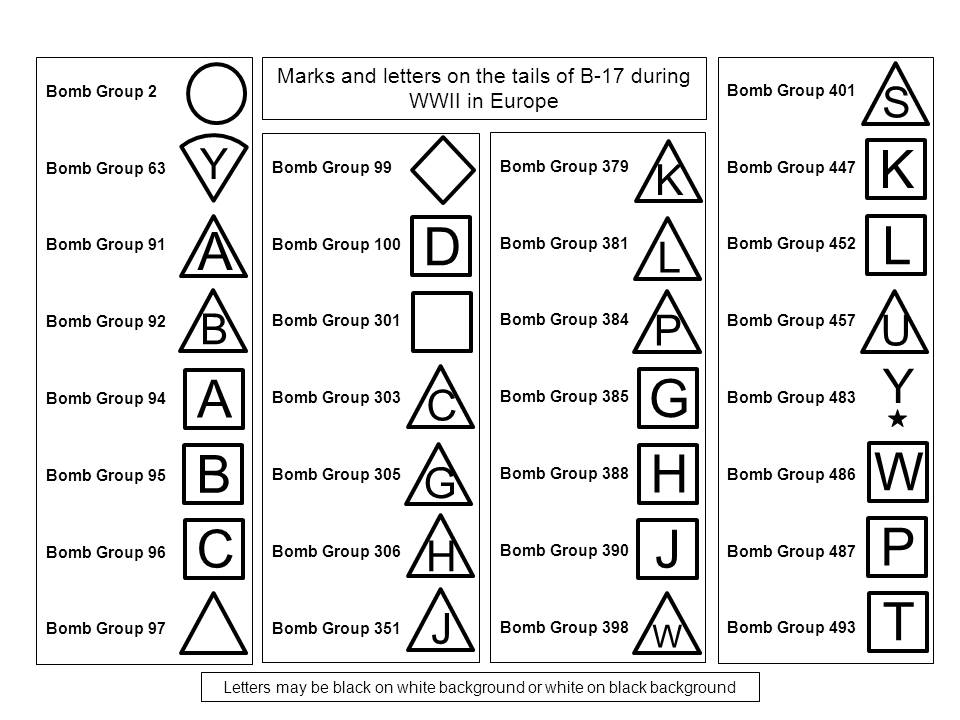
Marques sur la queue des B17 en Europe

Le looping réalisé par le B-17 lors de la mission sur Rome est peu réaliste vu la motorisation de l'époque sur ce genre d'avion. Le rase-motte qui suit le piqué aurait dû être fatal en raison de l'intensité de la DCA présente. Le coup au but qui explose le moteur 4 aurait probablement rendu le vol impossible vu la traînée qu'aurait laissé le capot complètement déchiqueté du moteur.
Il est peu réaliste que l'avion réussisse à grimper pour survoler la Sicile et permettre à l'équipage de sauter, avec deux, puis trois moteurs en panne dont le moteur qui a explosé et qui génère une forte traînée.
L'avion est un B-17 F avec un camouflage vert olive. Il porte le n° 4224503. Ses marques sont réalistes : sur la queue, se trouve le Y blanc sur diamant (losange vertical) noir du 99th bomb group de la 15e Air Force qui était bien basée en Méditerranée. Ainsi que les deux barres verticales blanches du 347th squadron.
Lors du vol du 19 juillet sur Rome, vu la DCA intense, un membre d'équipage déclare : "Faut te plaindre à Mussolini". Mais celui-ci avait déjà été écarté du pouvoir à cette date.

## Production
Source :  
Pour les séquences à bord de l'avion, la production a construit un modèle grandeur nature en bois peint à partir d'une maquette au 1/28ème achetée dans le commerce et dont les plans ont été étendus à l'échelle 1 par ordinateur. Le fuselage était découpé en trois morceaux sur des plateformes à roulettes, ce qui permettait de les rassembler ou de les éloigner selon les besoins du scénario. Ces morceaux reposaient aussi sur des chambres à air pour obtenir des mouvements simulant ceux lors d'un vol sans devoir secouer la caméra.
L'intérieur du B-17 avec tous ses équipements a été reconstruit à l'identique à partir d'un avion conservé au musée de Chino.

## Fiche technique
- Titre : B17, la forteresse volante
- Réalisation : Michael R. Phillips

Opérateur séquences aériennes : Jason McKinley
- Scénario : Adam Klein
- Image : Jason Newfield
- Musique : Christopher Ward
- Décors : Brian Thompson
- Casting : Mark Tillman
- Son : Joshua Minyard
- Production : Jason McKinley

Producteur associé : Julian Moss et Stephanie Anne Gombos
Producteur exécutif : Mike Phillips et Jason Newfield
- Sociétés de production : Bayou Pictures
- Langue originale : anglais
- Genre : Guerre
- Durée : 93 minutes
- Dates de sortie

 :
 Royaume-Uni : 31 octobre 2011
 France : 1er avril 2012

## Distribution
- Bug Hall : Michael
- Donnie Jeffcoat : Wally
- Sean McGowan : Archie
- Chris Owen : Burt
- Edward Finlay : Philly
- Manu Intiraymi : Charlie
- John Laughlin (en) : Le commandant de la base
- Howard Gibson : Le mécanicien Vincent Caparelli
- Joseph Williamson : Eddie
- Tony Elias : Oliver
- Tim Hade : Al
- Jeremy Ray Valdez : Tom
- Jamie Martz : Pops
- Mark Doerr : L'officier des briefing
- Matt Biedel : Monroe